# 토마스 슈베르트
토마스 슈베르트(독일어: Thomas Schubert, 1993년 8월 15일 ~ )은 오스트리아의 배우이다.